# Rieko Ito
Rieko Ito (伊藤 利恵子) est une chanteuse japonaise membre du groupe ROUND TABLE et spécialisée dans la composition de musiques d'animes.

## Discographie ( Avec Round Table)

### Singles
- 29 juin 1998: Big Wave '71 - EP

1. Ride on the Big Wave
2. Get on the Bicycle!
3. Exotic Ooh-Room
4. In the Season
5. Wild Chocolate Brothers

- 30 septembre 1998: Do The Afro!

1. Chocolate
2. Glass Green Polka
3. Do the Afro
4. One Day in the September
5. Little Brownie's Theme

- 27 janvier 1999: Cool Club Rule

1. Cool Club Rule
2. Domino Time Rag
3. Viva!Brownie

- 27 octobre 1999: Perfect World

1. Perfect World
2. Glad to Be Unhappy
3. Do It Again

- 6 décembre 2000: Every Every Every

1. Every Every Every
2. Radio Burnin'
3. All the Way Down

### Albums
- 27 août 1997: World's End

1. Repeat after me
2. Windy
3. World's End
4. So Little Time
5. Mexican Drag Race
6. Arifureta１日 (ありふれた１日)
7. One More Time!!

- 5 décembre 1997: Something in the Snow

1. Light a Candle
2. Tiny Adventure
3. Everyboody's Talkin'
4. Radio Time a GO-GO!!
5. Up to Wednesday, 3p.m.
6. Revenge of the Radio Time
7. Picnic
8. Make a Wish, Blow Out a Candle

- 1er avril 1998: Feelin' Groovy

1. How Do You Feel?
2. Feelin' Groovy
3. Don't Ask Me Why
4. Stillness
5. Highway 69
6. Mad Engine joe
7. Beat De Jump
8. Doo-Wop Feelin'

- 27 janvier 1999: Domino

1. Domino
2. Brownie
3. Cool Club Rule
4. Holiday
5. Play the March
6. Summer Rain
7. Battle Cop B.B.
8. Desert Side of the Moon
9. Ring a Bell
10. Christmas Time
11. Domino Again
12. Everything You Know

- 7 juillet 1999: Big Wave '72

1. Here Comes the Big Wave
2. Holiday (Mix '72)
3. One Little Cowboy
4. Let's Go to the Beach!
5. Jazz On a Holiday
6. Ukulele to the Beach
7. You Baby
8. Sunset Holiday
9. End Theme
10. Big Wave '71（Reprise）

- 8 décembre 1999: Cannon Ball

1. Mr.Cannonballer
2. Perfect World
3. Moon Light
4. Everlasting Daydream
5. It's O.K.? Mr. No.1
6. Bamallama Baby
7. Mr.Cannonballer Strikes Back
8. FLY
9. Timeless
10. So Many Colors
11. Brand New Car
12. Say Goodbye

- 29 mars 2000: Look Around

1. Introduction
2. Chocolate
3. Cool Club Rule
4. Holiday （Mix '72）
5. World's End
6. Back on My Feet Again
7. Theme from Look Around
8. Radio Time a Go-Go!!
9. Brownie
10. Get on the Bicycle!
11. Windy
12. Beat De Jump
13. Picnic
14. It's a Sunshine Day - reprise de la chanson The Brady Bunch
15. Feelin' Groovy
16. Look Around Bossa

- 12 juillet 2000: Big Wave 2000 - EP

1. Viva! Samba Parade
2. Big Wave
3. Let's Go to the Beach! （Copacabana Mix）
4. Big Wave 2・0・0・0
5. Tiny Adventure （Cool Summer Mix）
6. Find Your Step!
7. Boys Don't Cry - reprise de Boys Don't Cry (chanson de The Cure).
8. Corcovado
9. Viva! Samba Carnival

- 31 janvier 2001: RADIO BURNIN'

1. Come On! Come On!
2. Every Every Every （Radio Radio Radio Mix）
3. Goin' to the Radio Show
4. Radio Time #1
5. Hello! It's You
6. No No - Yeah Yeah
7. Baby Baby
8. Radio Is Burning
9. Radio Time #2
10. Everyday
11. Across the Highway
12. 1,2,3 for Jump
13. No Reaction
14. You Are No.1
15. Good Night Rosie
16. Come On! Come On! （Reprise）

- 25 août 2003: Big Wave Sunset

1. Opening
2. Big Wave Sunset
3. Let Me
4. Bossa Rie
5. Youngmen Blues
6. Life
7. In the Rain
8. Tell Me Why

- 1er avril 2009: Friday I'm in Love

1. Try a Little Happiness
2. My Girl
3. Under the Moonlight
4. Tooi Machikado (遠い街角)
5. Faraway
6. Friday Night
7. Summer Days
8. Nari Hibiku Kane (鳴り響く鐘)
9. Ai no Yukue (愛の行方)
10. Dancin' All Night
11. Let's Stay Together
12. Dance with Me